# Michal Nehoda
Michal Nehoda (* 14. November 1976) ist ein ehemaliger tschechischer Fußballspieler. Er spielte in der Gambrinus Liga für zahlreiche Vereine und absolvierte insgesamt über 100 Ligaeinsätze. Er spielte Fußball in Zypern für Ethnikos Achna, bevor er 2002 in die Tschechische Republik zurückkehrte, um für Zlín zu spielen.
Nehoda spielte auf U21-Ebene internationalen Fußball für die tschechische U21-Nationalmannschaft.

## Vereinskarriere
Nehoda durchlief in seiner Jugend zahlreiche Vereine. Er begann mit dem Fußballspielen bei Slovan Břeclav, von 1984 bis 1986 spielte er wie sein Vater Zdeněk Nehoda beim französischen Klub FC Grenoble. Anschließend spielte er für die beiden Prager Vereine Dukla und Sparta. Von 1991 bis 1994 war der Stürmer in der Juniorenabteilung von Racing Straßburg.
Im Sommer 1994 kehrte Nehoda nach Tschechien zurück und schloss sich Union Cheb an, um dort seinen Wehrdienst abzuleisten. In Cheb blieb er nur ein halbes Jahr und spielte in der Rückrunde der Saison 1994/95 für den damaligen Zweitligisten Chmel Blšany. Schon nach einem halben Jahr wechselte er abermals den Verein und lief in der Saison 1995/96 für Viktoria Žižkov auf.
Bereits im Sommer 1996 kam es zum nächsten Transfer in Nehodas Laufbahn, als er von Petra Drnovice verpflichtet wurde. In Drnovice blieb Nehoda drei Jahre und kam auf 61 Erstligaspiele, in denen er acht Tore schoss.
Im Sommer 1999 wechselte Nehoda zum niederländischen Ehrendivisionär VBV De Graafschap Doetinchem. Der Angreifer kam aber auf nur zwei Einsätze in der höchsten Spielklasse der Niederlande. Im Frühjahr 2000 stand er bei SK České Budějovice unter Vertrag, in der Spielzeit 2000/01 bei Marila Příbram.
Nehodas nächste Station war im Herbst 2001 den zyprische Erstligist Ethnikos Achnas, den er aufgrund der Ausländerregelung, die nur drei Legionäre zuließ, bereits nach einem halben Jahr wieder verließ. Der Tscheche setzte seine Odyssee fort und schloss sich dem insgesamt sechsten Klub aus der Gambrinus Liga in seiner Karriere an. Beim FC Tescoma Zlín kam er in zweieinhalb Jahren auf 34 Spiele, er schoss sechs Tore. Im Juni 2004 ging Nehoda zum SK Hanácká Slavia Kroměříž in die 2. Liga. Der Stürmer beendete nach der Saison 2005/06 seine Laufbahn und wurde Trainer der Juniorenmannschaft des SK HS Kroměříž.